# Hamiltoniauletes optatus
Hamiltoniauletes optatus is een keversoort uit de familie Rhynchitidae. De wetenschappelijke naam van de soort is voor het eerst geldig gepubliceerd in 1890 door Sharp.